# جنگ باندهای تهبکار در هائیتی

خاکستری: نواحی فعالیت باندهای تبهکار

از سال ۲۰۲۰، پایتخت هائیتی، پورتو پرنس، محل جنگ‌های باندی مداوم بین دو گروه عمده جنایی و متحدانشان بوده است: نیروهای انقلابی خانواده جی۹ و متحدان (FRG9 یا G9) و G-Pep. دولت هائیتی و نیروهای امنیتی هائیتی در تلاش برای حفظ کنترل بر پورتو پرنس در میان این درگیری‌ها بوده‌اند. گزارش‌ها حاکی از آن است که تا سال ۲۰۲۳، باندها تا ۹۰ درصد از شهر را تحت کنترل دارند. در پاسخ به افزایش درگیری‌های باندی، یک جنبش مسلحانه خودسر به نام بوآ کال نیز به وجود آمد که هدف آن مبارزه با باندها بود. در ۲ اکتبر ۲۰۲۳، قطعنامه ۲۶۹۹ شورای امنیت سازمان ملل متحد تصویب شد که یک «مأموریت پشتیبانی امنیتی چندملیتی» به رهبری کنیا را به هائیتی مجاز کرد.
در مارس ۲۰۲۴، خشونت‌های باندی در سراسر پورتو پرنس به منظور دستیابی به استعفای نخست‌وزیر موقت آریل هنری گسترش یافت، که منجر به فرار از زندان در هائیتی، سال ۲۰۲۴ و آزادسازی هزاران زندانی شد. این حملات و حملات بعدی به نهادهای دولتی مختلف، دولت هائیتی را مجبور به اعلام وضعیت اضطراری و اعمال منع رفت و آمد کرد. در ۱۱ مارس، هنری موافقت کرد که پس از تشکیل دولت انتقالی استعفا دهد.

## پیش‌زمینه

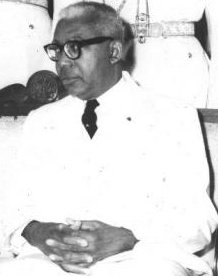
فعالیت گسترده گروه‌های مسلح غیردولتی در هائیتی به دودمان دووالیه (فرانسوا دووالیه در تصویر ۱۹۶۳) بازمی‌گردد.

از دهه ۱۹۵۰، گروه‌های مسلح غیردولتی در هائیتی به‌طور محکم مستقر شده‌اند. این روند با تأسیس شبه‌نظامیان تونتون ماکوت توسط دودمان دووالیه به رهبری رئیس‌جمهور فرانسوا دووالیه آغاز شد که برای سرکوب خشونت‌آمیز مخالفان استفاده می‌شد.
پس از پایان دیکتاتوری با برکناری رئیس‌جمهور ژان-کلود دووالیه (فرزند فرانسوا) از قدرت در سال ۱۹۸۶، خشونت‌های غیردولتی ادامه یافت. «Tonton Macoute» منحل شد، اما هرگز خلع سلاح نشد و بنابراین به عنوان مراقبان راست افراطی سازماندهی مجدد شدند. بازیگران سیاسی هائیتی به استخدام گروه‌های مسلح برای دفاع از منافع خود، دستکاری در انتخابات و سرکوب ناآرامی‌های عمومی ادامه دادند. در سال ۱۹۹۴، رئیس‌جمهور ژان-برتران آریستید گروه‌های مسلح هوادار دووالیه را غیرقانونی اعلام کرد و نیروهای مسلح هائیتی را منحل کرد، اما این مسئله را حل نکرد، زیرا باز هم خلع سلاحی صورت نگرفت؛ بنابراین، سربازان و شبه‌نظامیان سابق، صفوف جناح‌های شبه‌نظامی غیررسمی را بیشتر متورم کردند. از سال ۱۹۹۴ تا ۲۰۰۴، یک شورش «دفاکتو» ضد آریستید در پورتو پرنس رخ داد، زیرا سربازان سابق به دولت حمله کردند. در پاسخ به هرج و مرج، جوانان گروه‌های دفاع شخصی به نام «chimères» تشکیل دادند، که توسط پلیس و دولت برای تقویت موقعیت خود حمایت می‌شدند. باندهای جوانان با دریافت حمایت «دفاکتو» دولتی از حزب «Fanmi Lavalas» آریستید، کنترل کل کمون‌ها را به دست گرفتند و به‌طور فزاینده‌ای مستقل شدند. دیپلمات آمریکایی دانیل لوئیس فوت استدلال کرد: «آریستید [باندها] را عمداً در اوایل دهه ۱۹۸۰ به عنوان یک صدا، به عنوان راهی برای به دست آوردن قدرت [برای مردم عادی هائیتی] شروع کرد، […] و آنها در طول سال‌ها تغییر شکل دادند.»
پس از زمین‌لرزه ۲۰۱۰ هائیتی، باندهای جوان‌تر و بی‌رحم‌تر بر تسلط باندهای قدیمی‌تر که بیشتر از نظر سیاسی همسو بودند، غلبه کردند. گروه‌های مسلح جوان به‌طور فزاینده‌ای قدرتمند شدند. زلزله همچنین منجر به فرار دسته جمعی مجرمان از زندان‌های آسیب دیده در هائیتی شد. به گفته سابین لامور، حمایت از سیاستمدارانی که در دوران ریاست جمهوری میشل مارتلی (۲۰۱۱–۲۰۱۶) به تجاوز و سوء استفاده متهم شدند، آینه‌ای از فرهنگ مردانگی سمی و زن ستیزی در باندهای خیابانی بود که اعضای آنها «راهزن قانونی» را که او در آلبوم ۲۰۰۸ خود با نام «Bandi Légal» تجلیل کرده بود، تجسم می‌بخشیدند. «MINUSTAH»، یک عملیات صلح‌بانی سازمان ملل متحد در هائیتی که پس از پایان کودتای ۲۰۰۴ هائیتی آغاز شد، نتوانست ناآرامی‌ها را مهار کند و خود مرتکب تخلفاتی شد. از زمان پایان MINUSTAH در اکتبر ۲۰۱۷، میزان خشونت‌های مرتبط با باندها و همچنین میزان خشونت‌های مرتبط با باندها علیه غیرنظامیان، به ویژه قتل‌عام پورتو پرنس ۲۰۱۸ که در آن ۲۵ غیرنظامی کشته شدند، افزایش یافته است.
از سال ۲۰۱۷ تا ۲۰۲۱، رهبری سیاسی هائیتی درگیر بحران شد و پارلمان هائیتی به بن‌بست رسید، اداره عمومی به تدریج به دلیل کمبود بودجه از کار افتاد و سیستم قضایی عملاً از هم پاشید. انتخابات در هائیتی به‌طور مکرر به تعویق افتاد. اقتصاد هائیتی تحت تأثیر بلایای طبیعی مکرر و ناآرامی‌های فزاینده قرار گرفت که به بحران بیشتر دامن زد. روزنامه‌نگار «واکس»، الن یوانس، خلاصه کرد که «هائیتی با بحران‌های جدی و پیچیده از جمله زلزله ویرانگر سال ۲۰۱۰، سیل، شیوع وبا، طوفان‌ها و رهبران فاسد، دیکتاتور و بی‌کفایت مواجه بوده است». باندها با استفاده از سیاستمداران همکار و کنترل اقتصادی از طریق محافظت از راکت‌ها، آدم‌ربایی‌ها و قتل‌ها، وارد خلأ قدرت شدند.

## باندهای شناخته شده

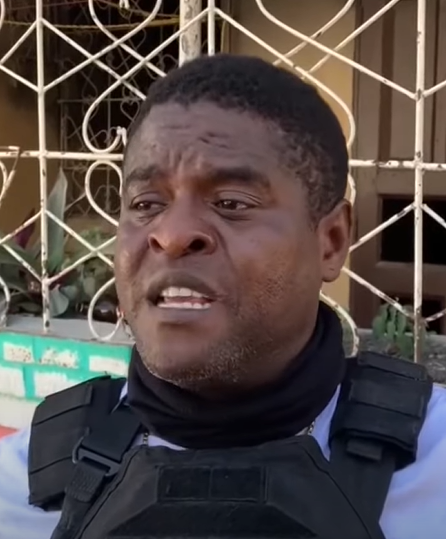
جیمی شریزیه در سال ۲۰۲۴

تا سال ۲۰۲۲، محققان تخمین زدند که حدود ۲۰۰ باند در سراسر هائیتی فعالیت می‌کنند. از این تعداد، نیمی از آنها در پورتو پرنس مستقر بودند. باندهای بانفوذتر، بخش‌های وسیعی از قلمرو، از جمله کل شهرداری‌ها و کمون‌ها را کنترل می‌کنند.
- «ائتلاف G9»،[۱۷] رسماً «Fòs Revolisyonè G9 an Fanmi e Alye» (نیروهای انقلابی خانواده و متحدان G9):[۱۸] این گروه توسط جیمی شریزیه، ملقب به «باربیکیو»، یک افسر پلیس سابق تأسیس و رهبری می‌شود.[۱۸][۱۹] G9 در کمون‌های [

تا سال ۲۰۲۲، محققان تخمین زده‌اند که حدود ۲۰۰ باند در سراسر هائیتی فعالیت می‌کنند. از این تعداد، نیمی در پورتو پرنس مستقر هستند. باندهای تأثیرگذارتر، مناطق وسیعی از قلمرو را کنترل می‌کنند، از جمله کل شهرستان‌ها و کمون‌ها.
- "ائتلاف G9"،[۱۷] رسماً Fòs Revolisyonè G9 an Fanmi e Alye (نیروهای انقلابی خانواده G9 و متحدان):[۱۸] این ائتلاف توسط جیمی شریزیه، ملقب به باربیکیو، یک افسر سابق پلیس، تأسیس و رهبری می‌شود.[۱۸][۱۹] G9 در کمون‌های دلماس، پتیون‌ویل و قسمت‌هایی از کارفور مستقر است. ائتلاف G9 شامل بسیاری از سربازان و پلیس‌های سابق است و برای مدت طولانی با حزب PHTK در ارتباط بود تا اینکه پس از روی کار آمدن آریل هنری از آن فاصله گرفت. اکنون G9 خود را به عنوان یک سازمان انقلابی معرفی می‌کند،[۲۰] و شبکه‌ای از اتحادهای سراسری به نام "G20" ایجاد کرده است.[۱۹]
  - باند دلماس ۶: باند شخصی جیمی شریزیه، رهبر کل G9.[۱۹] این باند در حالی که شریزیه هنوز افسر فعال پلیس بود، فعالیت می‌کرد، که نشان‌دهنده ارتباط قوی این باند با نیروهای امنیتی هائیتی است.[۱]
  - "باز پیلات": یکی از مهم‌ترین باندهای پایتخت که عمدتاً از اعضای سابق پلیس نخبه سلاح‌ها و تاکتیک‌های ویژه تشکیل شده است.[۲۱]
  - باز کراشه دیفه[۱۹]
  - نان تی بوا[۱۹]
  - باند سیمون پل[۱۹]
  - باز نان چابن، ووف ژرمی[۱۹]
  - نان بوستون،[۱۹] که به "باند بوستون" نیز معروف است[۲۲]
  - باند بله‌کو[۱۹][۲۲]
- "G-Pep": این ائتلاف باندها در پاسخ مستقیم به G9 تشکیل شد. این ائتلاف توسط باند نان بروکلین و رهبرش ژان پیر گابریل (ملقب به "تی گابریل") سازماندهی شد. G-Pep به احتمال زیاد به احزاب مخالف هائیتی و/یا "یک تاجر معروف هائیتی" مرتبط است. این ائتلاف در Cité Soleil پورتو پرنس متمرکز است.[۲۱]
  - باند نان بروکلین،[۲۱] که به "باند بروکلین" نیز معروف است[۲۲]
  - "۴۰۰ ماوزو": بزرگ‌ترین باند در هائیتی، که عمدتاً در Croix-des-Bouquets, Ganthier و در پورتو پرنس در Tabarre و پتیون‌ویل مستقر است. این باند شاخه‌هایی در گروس-مورن و جمهوری دومینیکن دارد و لیست انتظاری برای اعضای جدید دارد. عمدتاً از دیپورت‌شدگان، رهبران سابق گروه‌های مخالف، قاچاقچیان سابق و افسران پلیس تشکیل شده است. در سال ۲۰۲۲، پس از استرداد رهبرش به ایالات متحده از یک زندان هائیتی به اتهام قاچاق اسلحه، با "G-Pep" همسو شد.[۲۳] این باند به دلیل ربودن ۱۷ مبلغ آمریکایی مورد توجه بین‌المللی قرار گرفت، اما همچنین در اخاذی، دزدی جاده‌ای، قاچاق کالاهای غیرمجاز، و قاچاق اسلحه، مواد مخدر و انسان در امتداد مرز با جمهوری دومینیکن نیز نقش دارد.[۲۴]
- "گراند راوین" و "۵ ثانیه": دو باند جوانان مستقر در مارتیسنت پورتو پرنس؛ عمدتاً از vigilantes و "سازمان‌های مردمی" که قبلاً به Fanmi Lavalas متصل بودند، تشکیل شده‌اند.[۲۱]
- "باز گلیل": مستقر در خارج از پایتخت، عمدتاً از دیپورت‌شدگان از ایالات متحده تشکیل شده و ارتباط نزدیکی با PHTK، آژانس‌های دولتی مختلف و دیگر باندها دارد.[۱۷]
- "باند تیتانیین": در کاباره فعالیت می‌کند.[۲۲]
- "پایگاه ۵ ثانیه": در Village de Dieu فعالیت می‌کند.[۲۵]
- "باند کانان": در کاباره فعالیت می‌کند.[۲۲]

## خشونت جنسی
در دسامبر ۲۰۲۳، ایالات متحده چهار رهبر باند را تحریم کرد که یکی از آنها، جانسون آندره، رهبر باند ۵ ثانیه است. وزارت خزانه‌داری ایالات متحده این باند را مسئول بیش از ۱۰۰۰ مورد خشونت جنسی در سال ۲۰۲۲ شناسایی کرده است. تجاوز جنسی که تنها در سال ۲۰۰۵ در هائیتی جرم‌انگاری شد، توسط باندها به عنوان ابزاری برای تحقیر ساکنان محله‌های باندهای رقیب استفاده می‌شود. سقط جنین در هائیتی غیرقانونی است، بنابراین قربانیان تجاوز جنسی به صورت قانونی مجبور به ادامه هر بارداری ناشی از آن هستند.

## درگیری

### حملات مه ۲۰۲۰

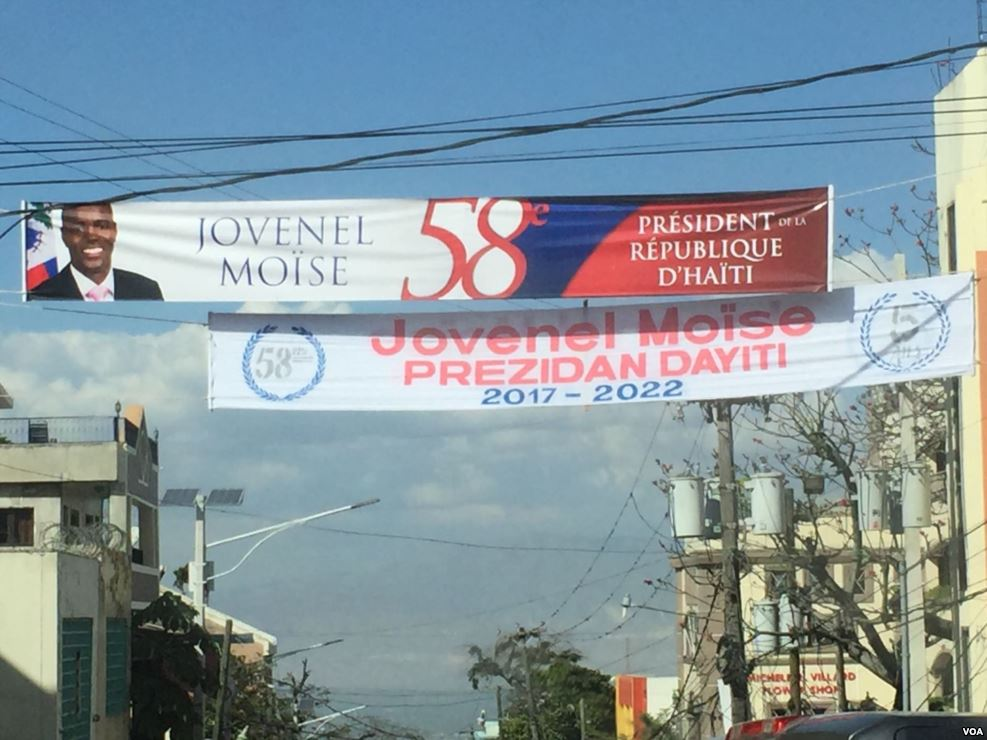
ناظران عموماً معتقد بودند که ائتلاف G9 توسط جوونل مویس و حزب PHTK حمایت می‌شود (تصویر بنر جشن تحلیف مویس).

در مه ۲۰۲۰، ائتلافی از یازده باند (باند Delmas 19، باند Delmas 6، باند Delmas 95، باند Nan Barozi، باند Nan Belekou، باند Nan Boston، باند Nan Chabón، باند Nan Ti Bwa، باند Base Pilate، باند Simon Pele، باند Wharf de Jeremie) برای حمله به چندین محله در پورتو پرنس به عنوان راهی برای تأمین و گسترش کنترل سرزمینی تشکیل شد. در همان ماه، آنها به غیرنظامیان در محله‌های پورتو پرنس حمله کردند و ۳۴ نفر را کشتند. در آن ماه، Altès، رهبر یک باند ضد دولتی، اتحاد خود را به دولت تغییر داد و باندهای متحد با جیمی «باربیکیو» شریزیه برای ترور یکی دیگر از رهبران باند ضد دولتی، Ernso Nicholas، اقدام کردند. پس از ترور، بسیاری از باندهای طرفدار دولت کنترل قلمرو باندهای ضد دولتی را به دست گرفتند. پس از ترور، شریزیه با کمک سایر باندها، جلسه‌ای را در Delmas 6 (محله‌ای تحت کنترل باند شریزیه) ترتیب داد تا برای حمله به محله‌های منطقه Cité Soleil در پورتو پرنس، که به عنوان ضد دولتی شناخته می‌شدند، از جمله Pont Rouge, Chancerelles و Nan Tokyo، برنامه‌ریزی کنند.
ائتلاف شریزیه از ۲۴ می حمله را آغاز کرد. باند شریزیه به غیرنظامیان در Nan Tokyo حمله کرد، در حالی که Altès و یکی دیگر از رهبران باند، Alectis, Pont Rouge را محاصره کردند. این خشونت که خیلی دور از بازرسی کل پلیس ملی هائیتی نبود، از بعد از ظهر تا روز بعد ادامه داشت. به دلیل خشونت، بسیاری از مناطق گریختند. در ۲۵ می، یک اردوگاه آوارگان که محل اسکان باندهای ضد دولتی بود، توسط اعضای ائتلاف، در درجه اول باند Krache Dife de Delmas 6 مورد حمله قرار گرفت و دو نفر از جمله یک خردسال کشته شدند. ۲۴ خانه نیز در این حمله سوزانده شد. در ۲۶ مه، خودروهای زرهی پلیس هائیتی در ورودی Nan Brooklyn مستقر شدند. متعاقباً در این منطقه گاز اشک‌آور شلیک شد و به دنبال آن به سوی غیرنظامیان تیراندازی شد. Nan Brooklyn که توسط باند گابریل ژان پیر («Ti Gabriel») کنترل می‌شد، در آن روز و روز بعد دوباره مورد حمله باندها قرار گرفت که منجر به کشته شدن چهار نفر، زخمی شدن بیست نفر و آتش زدن بسیاری از خانه‌ها شد. به گفته شاهدان عینی در این منطقه، شریزیه ظاهراً با یک خودروی زرهی پلیس هائیتی به این منطقه منتقل شده است. پس از این حمله، بسیاری از رهبران جدید باند در سرزمین‌های تصرف شده، از جمله Chancerelles, Nan Tokyo, Nan Barozi و Delmas 2 و ۴ مستقر شدند. Nan Brooklyn تا ماه ژوئیه در محاصره باقی می‌ماند، زیرا این محاصره به کشتاری منجر شد که منجر به کشته شدن ۱۴۵ نفر شد. در پایان ماه، ائتلاف منحل شده بود.

### تشکیل اتحاد G9
پس از آن حملات، در ویدئویی در یوتیوب، اعلام شد که ائتلاف دیگری از ۹ باند در پورتو پرنس در ژوئن ۲۰۲۰ تأسیس می‌شود که به «ائتلاف G9» به رهبری شریزیه تبدیل شد. همه باندهای عضو قبلاً با حزب PHTK رئیس‌جمهور جوونل مویس ارتباط داشتند. این ائتلاف توسط جیمی شریزیه رهبری می‌شود. از زمان تأسیس این ائتلاف، مسئول چندین قتل‌عام علیه غیرنظامیان و درگیری با سایر باندهای رقیب بوده است. از سال ۲۰۲۰ تا ۲۰۲۱، G9 مسئول ده‌ها قتل‌عام بود که در آن حداقل ۲۰۰ نفر کشته شدند. اعتقاد بر این بود که G9 با دولت مویس که متهم به فساد گسترده بود، روابط نزدیکی دارد. اعضای ائتلاف پس از قتل‌عام‌ها و درگیری‌ها، اغلب از پیگرد قانونی فرار می‌کردند. شریزیه از این نظر متمایز بود زیرا با وجود احکام بازداشت علیه او، همچنان آزادانه حرکت می‌کرد و بدون هیچ تلاشی مؤثر از سوی نیروهای دولتی هائیتی برای دستگیری او، حضور فعالی در شبکه‌های اجتماعی داشت. G9 همچنین شروع به حمله به محله‌هایی کرد که غیرنظامیان در آن علیه رئیس‌جمهور اعتراض می‌کردند و با حمایت پلیس درگیری‌هایی را علیه باندهای رقیب آغاز کردند.
در پاسخ به تسلط فزاینده G9، یک اتحادیه رقیب به نام "G-Pep" در ژوئیه ۲۰۲۰ تأسیس شد. این اتحادیه عمدتاً از باندهایی در Cité Soleil پورتو پرنس تشکیل شده بود که به شدت مخالف پیوستن به G9 بودند. G-Pep به ارتباط با احزاب مختلف مخالف دولت مظنون بود و بنابراین با G9 و روابط آن با مویس مخالفت می‌کرد. در ماه‌های بعد، هر دو اتحادیه باند شروع به گسترش فراتر از مناطق عملیاتی اولیه خود کردند.

### تشدید درگیری
پس از ترور جوونل مویس در ۷ ژوئیه ۲۰۲۱، G9 شروع به کمک به دولت در تعقیب و گریز ۲۸ عامل خارجی کرد. پس از ترور، آریل هنری که برخی معتقدند با این قتل مرتبط است، نخست‌وزیر موقت هائیتی شد. پس از آن، خشونت افزایش یافت، زیرا باندها از ضعف دولت سوء استفاده کردند. در ۱۲ مه ۲۰۲۱، در جریان درگیری با G-Pep، گزارش شد که شریزیه زخمی شده است. پس از مرگ مویس که مظنون به متحد بودن او بود، جیمی شریزیه، رهبر G9، به طور فزاینده‌ای جاه‌طلبی‌های سیاسی را ابراز کرد و شروع به مخالفت آشکار با دولت هنری هائیتی کرد. در ۱۷ اکتبر ۲۰۲۱، G9 رئیس جمهور هنری را مجبور به فرار از یک مراسم رسمی بزرگداشت کرد و سپس محاصره یک ماهه بزرگترین پایانه نفتی این کشور را آغاز کرد. اگرچه G9 در ابتدا اعلام کرد که تنها در صورت استعفای دولت، محاصره را لغو می‌کند، هنری از کناره‌گیری امتناع کرد. در عوض، در نهایت هر دو طرف با یک معامله مخفی موافقت کردند و G9 از پایانه نفتی عقب‌نشینی کرد. به طور کلی، هنری قدرت محدودی داشت و دیپلمات آمریکایی دانیل لوئیس فوت رئیس جمهور هائیتی را اینگونه توصیف کرد: «یک نوع دلقک. [باندها] در چندین مورد او را مجبور کردند که برای شرکت در یک رویداد یا برگزاری مراسم به آنها پول زیادی بپردازد - و سپس به او اجازه نمی‌دهند این کار را انجام دهد.»
تا سال ۲۰۲۲، اکثر باندهای پایتخت یا با G9 یا G-Pep متحد شدند. از آوریل تا مه، نبرد Plaine du Cul-de-Sac بین 400 Mawozo و دو باند دیگر، Chen Mechan و G-9 An Fanmi e Alye درگرفت. این درگیری باعث کشته شدن حدود ۲۰۰ نفر شد. در مه ۲۰۲۲، باند قدرتمند 400 Mawozo خود را با G-Pep متحد کرد و موقعیت دومی را در جنگ باندها بسیار بهبود بخشید و باعث تشدید بیشتر خشونت شد. در ۱۰ ژوئن، باند 5 Seconds Village de Dieu دادگاه بدوی پورتو پرنس را تصرف کرد. در ۸ و ۹ ژوئیه ۲۰۲۲، خشونت بین دو باند پس از شروع نبردهای باند ۲۰۲۲ پورتو پرنس که منجر به کشته شدن ۸۹ نفر و زخمی شدن ۷۴ نفر شد، افزایش یافت. این نبرد باعث شد پایانه میدان Varreux، بزرگ‌ترین انبار سوخت کشور، عملیات را متوقف کند و منجر به کمبود شدید سوخت شود زیرا دو تانکر سوخت قادر به تخلیه نبودند. پزشکان بدون مرز اعلام کرده است که این سازمان به دلیل خشونت نتوانسته به زاغه‌نشین دسترسی پیدا کند.
از اواخر سال ۲۰۲۲، یک جنبش خودجوش ضد باند به نام «bwa kale» برای حمله و کشتن اعضای باند ظهور کرد. این افراد اعضای باندهای اسیر شده را زنده می‌سوزاندند. آنها همچنین به نیروهای امنیتی عادی روی آوردند و حداقل یک افسر پلیس را که هیچ ارتباط شناخته شده‌ای با باند نداشت، به قتل رساندند.
باندها در واکنش به رشد گروه‌های خودجوش، با ضدحملاتی که منجر به کشته شدن رهبران جامعه‌ای شد که از اقدامات دفاع شخصی حمایت می‌کردند، پاسخ دادند. در ژانویه ۲۰۲۳، ۱۸ افسر پلیس در پورتو پرنس توسط باند Gan Grif به قتل رسیدند. این امر باعث شورش‌هایی شد که توسط پلیس و همچنین Fantom 509، یک باند متحد پلیس، سازماندهی شد. تا مارس ۲۰۲۳، مقامات هائیتی گمان می‌کردند که تا ۹۰ درصد پایتخت توسط باندها کنترل می‌شود. در آوریل ۲۰۲۳، سه باند، یعنی Titanyen, Base 5 Secondes و Canaan، در تلاش برای شکستن محاصره‌ای که توسط گروه‌های دفاع شخصی محلی ایجاد شده بود، «حمله‌ای» را در کمون Cabaret، خارج از پورتو پرنس انجام دادند. حداقل ۱۰۰ نفر در این درگیری کشته شدند. در ۱۴ آوریل، نبرد دیگری در Cité Soleil پورتو پرنس بین باند Nan Brooklyn از G-Pep و باندهای Belekou و Boston از G9 درگرفت. این درگیری شش روز طول کشید و منجر به کشته شدن حداقل ۷۰ نفر شد. مثله کردن اعضای باند توسط خودجوش‌ها افزایش یافت: ۳۰ مورد مثله‌کردن در ماه مه گزارش شد که دو برابر تعداد در ماه آوریل بود و ۱۵۰ نفر را کشت. در Pétion-Ville، ایست‌های بازرسی توسط ساکنان ایجاد شد و بررسی هویت افراد غریبه برای شناسایی اعضای باند انجام شد، در حالی که در تلاش برای مهار خشونت باندها، قمه‌ها نیز در پایتخت توزیع شد. در پاسخ به رشد جنبش bwa kale، رئیس‌جمهور آریل هنری از آغازکنندگان این جنبش خواست که «آرام شوند» و راهزنان و اعضای باند مظنون را به پلیس تحویل دهند.
تا اواسط سال ۲۰۲۳، جنگ بین باندهای G9 و G-Pep بدون توقف ادامه داشت، و مقاومت توسط نیروهای خودجوش ضد باند نیز گسترده‌تر شد. هزاران نفر در اثر این درگیری‌ها آواره شدند. شدت جنگ باندها در هائیتی منجر به این شد که شورای امنیت سازمان ملل متحد مجوز اعزام یک نیروی بین‌المللی به رهبری کنیا را برای یک سال صادر کند تا به دولت هائیتی در مقابله با این بحران کمک کند. شریزیه اعلام کرد که G9 در صورت ارتکاب «نقض حقوق بشر» توسط نیروهای مداخله بین‌المللی مقاومت خواهد کرد و مدعی شد که این «مبارزه مردم هائیتی برای حفظ کرامت کشور ما» خواهد بود.
در ۱ نوامبر، باند گراند راوین به رهبری تی لاپلی، حملاتی را به منطقه ماریانی آغاز کرد و یک افسر پلیس را کشت و موجب آواره شدن بیش از ۲۴۰۰ نفر از غیرنظامیان شد. باندها کنترل دفاتر مدیریت ملی آب و فاضلاب (DINEPA) در منطقه را به دست گرفتند که از این دفاتر برای تأمین آب به مناطق دیگر در پورتو پرنس استفاده می‌شود. باور بر این بود که اشغال این دفاتر، ایمنی تأمین آب را به خطر می‌اندازد.
در ۸ دسامبر، وزارت خزانه‌داری ایالات متحده آمریکا اعلام کرد که تحریم‌هایی علیه چهار رهبر باندهای هائیتی، جانسون آندره ("ایزو")، رنل دستینا ("تی لاپلی")، ویتل‌هوم اینوسنت، و ویلسون ژوزف ("لامنو سان ژو") به دلیل نقض حقوق بشر اعمال کرده است.
در ۱۲ دسامبر، پلیس ملی هائیتی عملیاتی را از کارفور به ماریانی آغاز کرد، که در آن یک حمله با استفاده از بیل‌های مکانیکی منجر به تخریب و سوزاندن بسیاری از خانه‌های اطراف بازار شد که ادعا می‌شد توسط اعضای باندها استفاده می‌شدند. در این درگیری‌ها که گفته می‌شود تا حدود ساعت ۳ بعدازظهر ادامه داشت، چندین غیرنظامی در این منطقه زخمی شدند. در یک نشست خبری در ۲۰ دسامبر، پلیس ملی هائیتی قصد خود را برای انجام عملیات بیشتر پلیس در پورتو پرنس برای حفاظت از غیرنظامیان، تنظیم ترافیک و کاهش خشونت باندها در دوره تعطیلات پایان سال اعلام کرد. حضور پلیس در سراسر شهر افزایش خواهد یافت.
در ۲۶ دسامبر، سفارت آمریکا در پورتو پرنس پس از شنیده شدن صدای تیراندازی در منطقه در حالت تعطیلی قرار گرفت.
در یک گزارش سازمان ملل در سال ۲۰۲۳، رابرت موگا تخمین زد که ممکن است تا نیم میلیون اسلحه در این کشور وجود داشته باشد. او در مصاحبه‌ای در سال ۲۰۲۴ گفت که بیش از ۸۰ درصد از این سلاح‌ها که توسط اداره مشروبات الکلی، دخانیات، سلاح‌های گرم و مواد منفجره از سال ۲۰۲۰ تا ۲۰۲۲ ردیابی شده‌اند، از آمریکا وارد شده‌اند.
گزارشی از سازمان ملل که در ۱۵ ژانویه ۲۰۲۴ منتشر شد، نشان داد که در سال گذشته ۲۴۹۰ آدم‌ربایی و ۴۷۸۹ قتل گزارش شده است. در ۱ فوریه، جولی جرمین، رهبر باند 400 Mawozo، در یک دادگاه فدرال ایالات متحده به قاچاق اسلحه اعتراف کرد مانند «کلاشینکف، گونه‌های تفنگ ای‌آر-۱۵، یک تفنگ ام۴ کارباین، یک تفنگ M1A و یک تفنگ کالیبر ۵۰، که توسط ATF به عنوان یک سلاح نظامی توصیف شده است،» به هائیتی، هدایت این عملیات از یک زندان هائیتی انجام می‌شد.

### برکناری آریل هنری
در ۲۹ فوریه ۲۰۲۴، موجی از خشونت در حالی رخ داد که نخست‌وزیر موقت به کنیا سفر کرد و توافقنامه‌ای را امضا کرد که برای دور زدن حکم قبلی دادگاه عالی کنیا مبنی بر اینکه عملیات تحت حمایت سازمان ملل برای کمک به دولت هائیتی طبق قوانین کنیا خلاف قانون اساسی است، طراحی شده بود. تیراندازی به سمت فرودگاه اصلی کشور و بسیاری از مشاغل در این منطقه انجام شد و دو ایستگاه پلیس تصرف شد، که باعث شد کسب و کارها تعطیل شوند و سان‌رایز ایرویز عملیات خود را متوقف کند. در ۲۹ فوریه، باهاما، بنگلادش، باربادوس، بنین و چاد با اعزام نیرو برای حمایت از وضعیت امنیتی در هائیتی، نیروهایی را به Multinational Security Support Mission in Haiti متعهد شدند که بزرگ‌ترین آنها تعهد بنین به ۱۵۰۰ سرباز، علاوه بر توافق با کنیا برای تأمین ۱۰۰۰ افسر پلیس بود. بلیز و آنتیگوآ و باربودا نیز برای کمک به این مأموریت قول داده‌اند. مقامات ایالات متحده گفتند که نیروهای آمریکایی اعزام نخواهند شد.
رهبر باند جیمی شریزیه ویدئویی منتشر کرد مبنی بر اینکه قصد دارد از بازگشت آریل هنری به هائیتی با این عملیات جلوگیری کند. در ۱ مارس، هنگامی که از هنری پرسیده شد که آیا بازگشت او به هائیتی امن است، او شانه‌هایش را بالا انداخت. گفته می‌شود که شریزیه به عنوان بخشی از ائتلافی به نام «Viv Ansanm» (زبان کریول آییسینی به معنای «زندگی با هم») مورد حمایت سایر باندها قرار گرفته است. اگرچه این ائتلاف به سرعت منحل شد، اما سایر باندها همچنان به همراه باند G9 شریزیه حملاتی را انجام دادند. تیراندازی در فرودگاه در ۱ مارس باعث آسیب به برخی از هواپیماها شد.
در ۲ و ۳ مارس، فرار از زندان در هائیتی، سال ۲۰۲۴ مسلحانه در هائیتی، یکی در Croix des Bouquets و دیگری در پورتو پرنس رخ داد، که منجر به فرار بیش از ۴۷۰۰ زندانی شد. با داشتن نیرویی تنها ۹۰۰۰ نفری در حال کار، پلیس توسط باندها کم‌تعداد و کم‌قدرت بود. رهبران باند، از جمله جیمی شریزیه، خواستار استعفای هنری شدند. به ویژه، شریزیه گفت که هدف او دستگیری رئیس پلیس و وزیران دولت هائیتی و جلوگیری از بازگشت هنری است.
بیش از ۱۲ نفر در این درگیری کشته شدند، در حالی که سازمان ملل تخمین می‌زند که ۱۵۰۰۰ نفر از خشونت‌ها در پورتو پرنس گریخته‌اند. در ۳ مارس، دولت هائیتی، تحت وزارت وزیر دارایی میشل پاتریک بویزورت، وضعیت اضطراری ۷۲ ساعته و حکومت نظامی شبانه را در تلاشی برای مهار خشونت و هرج و مرج اعلام کرد؛ دولت خاطرنشان کرد که «اعمال مجرمانه به‌طور فزاینده‌ای خشونت‌آمیز» در سراسر پورتو پرنس، از جمله خرابکاری، آدم‌ربایی و قتل، رخ داده است. بر اساس گزارش سازمان ملل متحد، باندها حدود ۸۰ درصد پورتو پرنس را کنترل می‌کردند.
در ۴ مارس، حدود ساعت ۱ بعد از ظهر به وقت محلی، باندهای مسلح به فرودگاه بین‌المللی توسن لوورتور که به شدت مستحکم شده بود، حمله کردند و در تلاش برای کنترل این مرکز پس از شایعاتی مبنی بر بازگشت هنری به این کشور، با پلیس و نیروهای مسلح هائیتی تبادل آتش کردند، که باعث دامن زدن به گمانه‌زنی‌ها مبنی بر شکل‌گیری اتحاد بین باندهای رقیب برای سرنگونی دولت هائیتی شد. به ویژه، جانسون آندره، رهبر باند 5 Seconds، نیز ظاهراً با این حملات مرتبط بود. رهبران شورش‌های دیگر، از جمله Guy Philippe، ظاهراً ریاست جمهوری هائیتی را هدف قرار داده بودند. Guy Philippe رهبری کودتای ۲۰۰۴ هائیتی را بر عهده داشت. پروازها با تعطیلی فرودگاه متوقف شدند و به Stade Sylvio Cator و بانک جمهوری هائیتی نیز حمله شد. سایر مؤسسات عمومی از جمله مدارس و بانک‌ها تعطیل شدند.
در ۵ مارس، دبیرکل سازمان ملل متحد آنتونیو گوترش خواستار «اقدام فوری، به ویژه در ارائه حمایت مالی برای مأموریت حمایت امنیتی چندملیتی» شد. همان روز، هنری در تلاش برای بازگشت به هائیتی و کنترل خشونت‌ها در فرودگاه بین‌المللی لوئیز مونز مارین در پورتوریکو فرود آمد. در حالی که آریل هنری در خارج از کشور در حال انجام ترتیبات برای ورود ۱۰۰۰ پلیس کنیا به هائیتی بود، درگیری‌ها در پایتخت آغاز شد و باندها به چندین ساختمان دولتی از جمله کاخ ملی حمله کردند. گزارش شده است که جیمی شریزیه رهبری حملات نیروهای باندها را بر عهده دارد.
در روزهای بعد، نیروی نظامی ایالات متحده کارکنان سفارت خود را از کشور خارج کرد. اتحادیه اروپا نیز تمام کارکنان دیپلماتیک خود را از هائیتی تخلیه کرد.
در ۶ مارس، یک ایستگاه پلیس در باس-پو-دو-شوز توسط باندها مورد حمله و تخریب قرار گرفت. ترمینال خدمات کارائیب (CPS) در پورت بین‌المللی پورتو پرنس، که به دلیل نقش کلیدی خود در ارائه غذا و تأمین‌ها شناخته می‌شود، نیز مورد حمله و غارت قرار گرفت و در نتیجه عملیات بندر به‌طور نامحدود متوقف شد.
در ۷ مارس، وضعیت اضطراری در شهرستان غربی، که شامل منع آمد و شد شبانه و ممنوعیت تظاهرات بود، از سه روز به یک ماه (تا ۳ آوریل) تمدید شد.
در ۸ مارس، باندها به دو ایستگاه پلیس نزدیک کاخ ملی و همچنین خود کاخ حمله کردند و وزارت کشور را به آتش کشیدند. باندها همچنین محیط امنیتی اطراف فرودگاه بین‌المللی توسن لوورتور را شکستند و در سراسر پورتو پرنس صدای تیراندازی شنیده شد.
در ۹ مارس، باندها به مقر مؤسسه تأمین اجتماعی در پورتو پرنس حمله کرده و آن را اشغال کردند، در حالی که دولت جمهوری دومینیکن اعلام کرد که قصد دارد مقامات و شهروندان خود را از پورتو پرنس تخلیه کند. در ساعات پایانی شب، نیروی پلیس هائیتی یک ضد حمله بزرگ علیه باندها آغاز کرد، پس از اینکه سه ایستگاه پلیس دیگر مورد حمله قرار گرفته و به آتش کشیده شدند، گزارش‌هایی مبنی بر دزدیده شدن چندین خودروی پلیس هائیتی و گشت‌زنی آنها در منطقه دریافت شد.
در ۱۰ مارس، ایالات متحده کارکنان غیرضروری خود را از سفارتش در پورتو پرنس با بالگرد تخلیه کرد، در حالی که تفنگداران دریایی بیشتری به سفارت اضافه شدند تا از آن دفاع کنند. سفارت آلمان نیز توسط نیروهای نیروی هوایی جمهوری دومینیکن تخلیه شد. نخست‌وزیر جامائیکا در ۱۱ مارس اعلام کرد که نمایندگان هشت کشور، از جمله فرانسه، کانادا و ایالات متحده، در کینگستون، جامائیکا برای بحث در مورد خشونت‌های جاری دیدار خواهند کرد.
در تاریخ ۱۱ مارس، جامعه و بازار مشترک کارائیب جلسه اضطراری‌ای برای بررسی وضعیت هائیتی برگزار کرد. وزیر کشور کنیا، کیتوره کیندیکی، نیز اعلام کرد که نیروهای پلیس این کشور در مرحله آماده‌سازی پیش از اعزام به هائیتی قرار دارند. با این حال، هنوز تاریخ دقیقی برای اعزام این نیروها مشخص نشده است که این امر فشارهای بین‌المللی زیادی از سوی ایالات متحده و جلسات متعدد بین ایالات متحده و کنیا را به دنبال داشته است. یکی از این جلسات در ۱۱ مارس بین رئیس‌جمهور کنیا، ویلیام روتو، و وزیر امور خارجه ایالات متحده آمریکا، آنتونی بلینکن، برگزار شد. فرودگاه بین‌المللی توسن لوورتور نیز بسته شد. وزیر امور خارجه بلینکن بعدها اعلام کرد که ایالات متحده ۱۰۰ میلیون دلار دیگر به مأموریت کنیا در هائیتی اختصاص خواهد داد.
در ۱۲ مارس، آریل هنری اعلام کرد که تحت فشارهای شدید جامعه بین‌المللی از سمت خود استعفا خواهد داد.
شیلا شرفیلوس-مک کورمیک، عضو کنگره ایالات متحده آمریکا با تبار هائیتی، بیانیه‌ای مطبوعاتی صادر کرد و اعلام کرد که تسلط باندها بر هائیتی تهدیدی امنیتی برای ایالات متحده است و هشدار داد که ممکن است خشونت‌ها به ایالات متحده سرایت کند. او همچنین به خبرنگاران اعلام کرد که قصد دارد با رهبران هائیتی در فلوریدای جنوبی دیدار کند تا دربارهٔ بحران جاری کشور بحث کنند. مقامات وزارت دفاع ایالات متحده آمریکا اعلام کردند که در حال حاضر نسبت به احتمال «مهاجرت انبوه دریایی» از هائیتی هشدار داده‌اند. استفاده از نیروی دریایی ایالات متحده آمریکا برای جلوگیری از این مهاجرت مورد بررسی قرار گرفته است. حوالی ساعت ۱ بعد از ظهر به وقت شرقی، رئیس‌جمهور کنیا روتو اعلام کرد که به دلیل استعفای نخست‌وزیر، مداخله برنامه‌ریزی‌شده در هائیتی به تأخیر خواهد افتاد. رادیو تلویزیون کارائیب نیز به دلیل تصرف استودیو توسط باندها، استودیوی خود را از پایتخت منتقل کرد.
در ۱۳ مارس، رئیس‌جمهور کنیا ویلیام روتو اعلام کرد که مأموریت به هائیتی، هرچند متوقف شده، اما همچنان ادامه خواهد داشت. ایالات متحده برنامه‌ای برای کمک ۴۰ میلیون دلاری به مأموریت چندملیتی در هائیتی اعلام کرد. فرماندار فلوریدا ران دسنتیس اعلام کرد که قصد دارد ۲۵۰ سرباز اضافی، از جمله گارد ملی فلوریدا، را برای مقابله با بحران احتمالی در فلوریدا اعزام کند.
ران دسنتیس، فرماندار فلوریدا، برنامه‌هایی را برای اعزام ۲۵۰ سرباز اضافی برای مقابله با بحران احتمالی در فلوریدا، از جمله گارد ملی فلوریدا، اعلام کرد. در همان روز، یک تیم جدید تیم امنیت ضدتروریستی ناوگان ایالات متحده برای حفاظت از سفارت آمریکا به راه افتاد. همچنین یک شخصیت یوتیوب به نام YourFellowArab (ادیسون پیر معلوف) که تخصص در بازدید از مکان‌های خطرناک داشت، گفته می‌شود ربوده شد در حالی که در راه مصاحبه با جیمی شریزیه بود. اعضای باند ۴۰۰ ماووزو برای آزادی او درخواست ۶۰۰٬۰۰۰ دلار باج کردند. وزارت امور خارجه آمریکا تأیید کرد که یک شهروند آمریکایی ربوده شده است. در ۱۶ مه ۲۰۲۴، یک حزب مخالف در کنیا دادخواستی در دادگاه نایروبی برای لغو اعزام افسران پلیس کنیایی به هائیتی ارائه کرد.
در ۱۹ مارس، مقامات جامعه و بازار مشترک کارائیب و سازمان ملل متحد هفت کرسی از هشت کرسی شورای ریاست‌جمهوری را منصوب کردند. تشکیل کامل شورا به دلیل حمایت گروه موافقت‌نامه ۲۱ دسامبر از نخست‌وزیر موقت به تأخیر افتاد.
در ۲۱ مارس، یکی از رهبران باندها، معروف به ماکان‌دال، توسط "bwa kale" در پتیون‌ویل کشته شد. یک روز بعد، ارنست جلمی، رهبر دلمس ۹۵، توسط پلیس در همان منطقه کشته شد. مرگ جلمی به عنوان یک عقب‌نشینی بزرگ برای شریزیه در تلاش‌هایش برای تسخیر پورتو پرنس توصیف شد.
در ۲۵ آوریل، آریل هِنری استعفا داد و توسط شورای ریاست‌جمهوری انتقالی جایگزین شد. بعداً، در ۲۸ مه، شورای انتقالی گری کنیل را به عنوان نخست‌وزیر جدید انتخاب کرد.
در ماه مه، در درگیری‌های بین باندها و نیروهای امنیتی سه خودروی زرهی پلیس نابود و به آتش کشیده شدند.
در ۱۸ ژوئن، سازمان بین‌المللی مهاجرت گزارش داد که بیش از ۵۸۰٬۰۰۰ نفر به دلیل افزایش خشونت‌ها در هائیتی از ماه مارس ۲۰۲۴ بی‌خانمان شده‌اند. این گزارش همچنین هشدار داد که با توجه به اینکه اکثر افرادی که بی‌خانمان شده‌اند از جوامعی هستند که قبلاً با شرایط اجتماعی ضعیف دست و پنجه نرم می‌کردند، ممکن است در روزهای آینده تنش و خشونت بیشتری رخ دهد.

### مداخله چندملیتی
در ۲۶ ژوئن ۲۰۲۴، اولین گروه ۴۰۰ نفره از افسران پلیس نخبه کنیا پس از ماه‌ها تأخیر در فرودگاه بین‌المللی پورتو پرنس فرود آمدند. دومین گروه کنیایی که شامل ۲۰۰ افسر بود در ۱۶ ژوئیه رسیدند.